# Ridsport vid olympiska sommarspelen 1932
Ridsport vid olympiska sommarspelen 1932 arrangerades mellan 10 augusti och 14 augusti i Los Angeles. 35 deltagare från sex nationer gjorde upp om medaljerna i de fem grenarna.

## Medaljtabell
| Pl. | Nation        | Guld | Silver | Brons | Totalt |
| --- | ------------- | ---- | ------ | ----- | ------ |
| 1   | Frankrike     | 2    | 1      | 0     | 3      |
| 2   | USA           | 1    | 2      | 2     | 5      |
| 3   | Nederländerna | 1    | 1      | 0     | 2      |
| 4   | Japan         | 1    | 0      | 0     | 1      |
| 5   | Sverige       | 0    | 1      | 2     | 3      |

## Medaljsammanfattning

### Dressyr
| Gren                            | Guld                                                   | Guld                                                   | Silver                                                        | Silver                                                        | Brons                                    | Brons                                    |
| ------------------------------- | ------------------------------------------------------ | ------------------------------------------------------ | ------------------------------------------------------------- | ------------------------------------------------------------- | ---------------------------------------- | ---------------------------------------- |
| Individuell dressyr detaljer    | Xavier Lesage Frankrike                                | Xavier Lesage Frankrike                                | Pierre Marion Frankrike                                       | Pierre Marion Frankrike                                       | Hiram Tuttle USA                         | Hiram Tuttle USA                         |
| Lagtävlingen i dressyr detaljer | Frankrike Pierre Marion Xavier Lesage André Jousseaume | Frankrike Pierre Marion Xavier Lesage André Jousseaume | Sverige Thomas Byström Gustaf A. Boltenstern Bertil Sandström | Sverige Thomas Byström Gustaf A. Boltenstern Bertil Sandström | USA Hiram Tuttle Isaac Kitts Alvin Moore | USA Hiram Tuttle Isaac Kitts Alvin Moore |

### Fälttävlan
| Gren                               | Guld                                                | Guld                                                | Silver                                                                             | Silver                                                                             | Brons                               | Brons                               |
| ---------------------------------- | --------------------------------------------------- | --------------------------------------------------- | ---------------------------------------------------------------------------------- | ---------------------------------------------------------------------------------- | ----------------------------------- | ----------------------------------- |
| Individuell fälttävlan detaljer    | Charles F. Pahud de Mortanges Nederländerna         | Charles F. Pahud de Mortanges Nederländerna         | Earl Foster Thomson USA                                                            | Earl Foster Thomson USA                                                            | Clarence von Rosen Sverige          | Clarence von Rosen Sverige          |
| Lagtävlingen i fälttävlan detaljer | USA Harry Chamberlin Edwin Argo Earl Foster Thomson | USA Harry Chamberlin Edwin Argo Earl Foster Thomson | Nederländerna Charles F. Pahud De Mortanges Karel Schummelketel Aernout van Lennep | Nederländerna Charles F. Pahud De Mortanges Karel Schummelketel Aernout van Lennep | Endast två lag fullföljde tävlingen | Endast två lag fullföljde tävlingen |

### Hoppning
| Gren                          | Guld                 | Guld                 | Silver               | Silver               | Brons                      | Brons                      |
| ----------------------------- | -------------------- | -------------------- | -------------------- | -------------------- | -------------------------- | -------------------------- |
| Individuell hoppning detaljer | Takeichi Nishi Japan | Takeichi Nishi Japan | Harry Chamberlin USA | Harry Chamberlin USA | Clarence von Rosen Sverige | Clarence von Rosen Sverige |

Denna tabell: visa • redigera

## Fotnoter
1. 1 2 3  ”1932 The Sport”. FEI History Hub. FEI. http://history.fei.org/node/27. Läst 17 december 2014.
2. 1 2 3 4 5  ”Results”. FEI. http://history.fei.org/node/28. Läst 29 december 2014.